# Кашина Санта Тереза (Милано)
Кашина Санта Тереза је насеље у Италији у округу Милано, региону Ломбардија.
Према процени из 2011. у насељу је живело 44 становника. Насеље се налази на надморској висини од 138 м.